# Incheon Munhakstadion
Het Incheon Munhak Stadion (ook wel Incheon World Cup Stadium of Munhak Stadium genoemd) is een stadion in Incheon, Zuid-Korea. Het stadion is geopend in 2002 en kan 50.256 toeschouwers herbergen. Vaste bespeler van het stadion is Incheon United, een voetbalclub die uitkomt in de K-League. Het stadion werd speciaal gebouwd voor het Wereldkampioenschap voetbal 2002, dat werd georganiseerd door Zuid-Korea en Japan.

## WK interlands
| №  | Datum        | Wedstrijd              | Uitslag | Competitie | Toeschouwers |
| -- | ------------ | ---------------------- | ------- | ---------- | ------------ |
| 1. | 9 juni 2002  | Costa Rica – Turkije   | 1 – 1   | WK 2002    | 42.299       |
| 2. | 11 juni 2002 | Denemarken – Frankrijk | 2 – 0   | WK 2002    | 48.100       |
| 3. | 14 juni 2002 | Portugal – Zuid-Korea  | 0 – 1   | WK 2002    | 50.239       |